# Primetime-Emmy-Verleihung 2021
Die 73. Emmy-Verleihung in der Sparte Prime Time (im Original: 73rd Primetime Emmy Awards) fand am 19. September 2021 statt. Als Moderator wurde Cedric the Entertainer ausgewählt. In den Vereinigten Staaten wird die Preisverleihung vom Sender CBS ausgestrahlt. Die Nominierungen wurden am 13. Juli 2021 von Ron Cephas Jones und dessen Tochter Jasmine Cephas Jones bekanntgegeben.

## Preisträger und Nominierungen (Auswahl)

### Sparte Comedy

#### Beste Comedyserie
Ted Lasso
- Black-ish
- Cobra Kai
- Emily in Paris
- Hacks
- The Flight Attendant
- The Kominsky Method
- Pen15

#### Bester Hauptdarsteller – Comedyserie
Jason Sudeikis – Ted Lasso
- Anthony Anderson – Black-ish
- Michael Douglas – The Kominsky Method
- William H. Macy – Shameless
- Kenan Thompson – Kenan

#### Beste Hauptdarstellerin – Comedyserie
Jean Smart – Hacks
- Aidy Bryant – Shrill
- Kaley Cuoco – The Flight Attendant
- Allison Janney – Mom
- Tracee Ellis Ross – Black-ish

#### Bester Nebendarsteller – Comedyserie
Brett Goldstein – Ted Lasso
- Carl Clemons-Hopkins – Hacks
- Kenan Thompson – Saturday Night Live
- Bowen Yang – Saturday Night Live
- Brendan Hunt – Ted Lasso
- Nick Mohammed – Ted Lasso
- Jeremy Swift – Ted Lasso
- Paul Reiser – The Kominsky Method

#### Beste Nebendarstellerin – Comedyserie
Hannah Waddingham – Ted Lasso
- Hannah Einbinder – Hacks
- Aidy Bryant – Saturday Night Live
- Kate McKinnon – Saturday Night Live
- Cecily Strong – Saturday Night Live
- Juno Temple – Ted Lasso
- Rosie Perez – The Flight Attendant

### Sparte Drama

#### Beste Dramaserie
The Crown
- The Boys
- Bridgerton
- The Handmaid’s Tale – Der Report der Magd (The Handmaid’s Tale)
- Lovecraft Country
- The Mandalorian
- Pose
- This Is Us – Das ist Leben (This Is Us)

#### Bester Hauptdarsteller – Dramaserie
Josh O’Connor – The Crown
- Sterling K. Brown – This Is Us – Das ist Leben (This Is Us)
- Jonathan Majors – Lovecraft Country
- Regé-Jean Page – Bridgerton
- Billy Porter – Pose
- Matthew Rhys – Perry Mason

#### Beste Hauptdarstellerin – Dramaserie
Olivia Colman – The Crown
- Uzo Aduba – In Treatment
- Emma Corrin – The Crown
- Elisabeth Moss – The Handmaid’s Tale – Der Report der Magd (The Handmaid’s Tale)
- MJ Rodriguez – Pose
- Jurnee Smollett – Lovecraft Country

#### Bester Nebendarsteller – Dramaserie
Tobias Menzies – The Crown
- Michael K. Williams – Lovecraft Country
- John Lithgow – Perry Mason
- O. T. Fagbenle – The Handmaid’s Tale – Der Report der Magd (The Handmaid’s Tale)
- Max Minghella – The Handmaid’s Tale – Der Report der Magd (The Handmaid’s Tale)
- Bradley Whitford – The Handmaid’s Tale – Der Report der Magd (The Handmaid’s Tale)
- Giancarlo Esposito – The Mandalorian
- Chris Sullivan – This Is Us – Das ist Leben (This Is Us)

#### Beste Nebendarstellerin – Dramaserie
Gillian Anderson – The Crown
- Aunjanue Ellis – Lovecraft Country
- Helena Bonham Carter – The Crown
- Emerald Fennell – The Crown
- Madeline Brewer – The Handmaid’s Tale – Der Report der Magd (The Handmaid’s Tale)
- Ann Dowd – The Handmaid’s Tale – Der Report der Magd (The Handmaid’s Tale)
- Yvonne Strahovski – The Handmaid’s Tale – Der Report der Magd (The Handmaid’s Tale)
- Samira Wiley – The Handmaid’s Tale – Der Report der Magd (The Handmaid’s Tale)

### Sparte Miniserie bzw. Fernsehfilm

#### Beste Miniserie
Das Damengambit (The Queen’s Gambit)
- I May Destroy You
- Mare of Easttown
- The Underground Railroad
- WandaVision

#### Bester Fernsehfilm
Dolly Parton’s Christmas on the Square
- Oslo
- Robin Roberts Presents: Mahalia
- Sylvie’s Love
- Uncle Frank

#### Bester Hauptdarsteller – Miniserie oder Fernsehfilm
Ewan McGregor – Halston
- Paul Bettany – WandaVision
- Hugh Grant – The Undoing
- Lin-Manuel Miranda – Hamilton
- Leslie Odom, Jr. – Hamilton

#### Beste Hauptdarstellerin – Miniserie oder Fernsehfilm
Kate Winslet – Mare of Easttown
- Michaela Coel – I May Destroy You
- Cynthia Erivo – Genius: Aretha
- Elizabeth Olsen – WandaVision
- Anya Taylor-Joy – Das Damengambit (The Queen’s Gambit)

#### Bester Nebendarsteller – Miniserie oder Fernsehfilm
Evan Peters – Mare of Easttown
- Daveed Diggs – Hamilton
- Jonathan Groff – Hamilton
- Anthony Ramos – Hamilton
- Paapa Essiedu – I May Destroy You
- Thomas Brodie-Sangster – Das Damengambit (The Queen’s Gambit)

#### Beste Nebendarstellerin – Miniserie oder Fernsehfilm
Julianne Nicholson – Mare of Easttown
- Phillipa Soo – Hamilton
- Renée Elise Goldsberry – Hamilton
- Jean Smart – Mare of Easttown
- Moses Ingram – Das Damengambit (The Queen’s Gambit)
- Kathryn Hahn – WandaVision